# 伊琳娜·扎列茨卡
伊琳娜·伊戈列芙娜·扎列茨卡（1996年3月4日—）来自乌克兰敖德萨，是一名代表阿塞拜疆参赛的女子空手道运动员。她在三岁时开始接触空手道，当时周围练空手道的女孩并不多，因此她大多时候都要对阵男选手。她原本代表乌克兰参赛，后来由于乌克兰国内局势动荡，她被迫离开乌克兰，于2015年归化至阿塞拜疆。归化不久后，她参加2015年欧洲运动会，在女子68公斤级项目上为阿塞拜疆夺得金牌。